# Cronisia weddellii
Cronisia weddellii là một loài rêu trong họ Corsiniaceae. Loài này được Mont. Grolle mô tả khoa học đầu tiên năm 1977.